# Читл, Кимберли

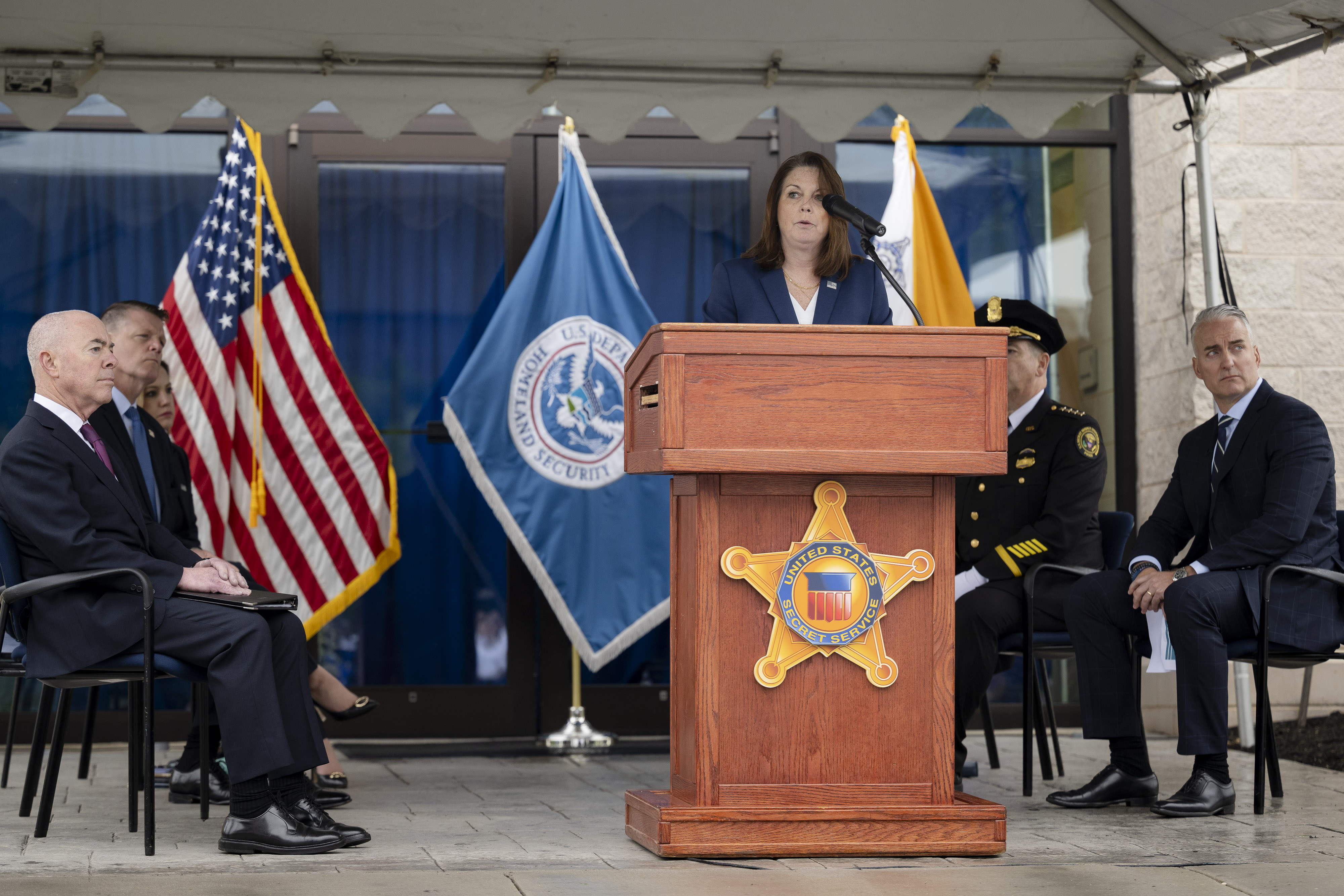
Директор Секретной службы Кимберли Читл на трибуне (лето 2024)

Кимберли А. Читл (англ. Kimberly Cheatle) — сотрудник американских правоохранительных органов. Директор Секретной службы США с 17 сентября 2022 по 23 июля 2024 года. Возглавляла Секретную службу во время покушения на Дональда Трампа.

## Биография
Читл присоединилась к Секретной службе США в 1995 году. В 2017 и 2018 годах занимала должность заместителя помощника директора. Она также работала специальным агентом в офисе в Гранд-Рапидс, штат Мичиган. Она стала первой женщиной, занявшей должность помощника директора Департамента защитных операций — отдела, отвечающего за защиту президента и высокопоставленных лиц, и распоряжалась бюджетом более 133,5 миллионов долларов.. Во время своего пребывания в должности Читл была назначена в отдел охраны вице-президента при кабинете Обамы.
С 2019 по 2022 год Читл занимала должность старшего директора по глобальной безопасности в PepsiCo, где она отвечала за управление и внедрение протоколов безопасности на объектах компании в Северной Америке. Её роль заключается в разработке оценки управления рисками и смягчении рисков.
В 2021 году президент США Джо Байден наградил Читл президентской наградой за выдающиеся достижения.

### Директор Секретной службы США
В августе 2022 года Байден объявил о назначении Читл директором Секретной службы США, и она вступила в должность 17 сентября 2022 года. Читл возглавила Секретную службу после «неспокойных нескольких месяцев, в течение которых агентство, наиболее известное своей защитой президентов, столкнулось с противоречиями, связанными с нападением на Капитолий США 6 января 2021 года».
На посту директора Читл поддерживала политику DEI и стремилась диверсифицировать работников Секретной службы, привлекая к службе разнообразных сотрудников из меньшинств. Сформировала «Совет по вовлечению инклюзивности», который на веб-сайте агентства определяется как меняющий правила игры и помогающий Секретной службе формировать рабочую силу, где разнообразие и инклюзивность не просто говорят — но и демонстрируются всеми сотрудниками через «Каждое действие, каждый день». Поставила своей целью что бы к 2030 году 30 % новобранцев Секретной службы были женщинами.
Она возглавляла Секретную службу во время покушения на Дональда Трампа 13 июля 2024 года. 16 июля в интервью ABC News Читл взяла на себя ответственность за произошедшее покушение, но при этом отметила — здание, откуда вёлся огонь, находилось в зоне ответственности местных правоохранительных органов, и их сотрудники разместились внутри, в то время как стрелок расположился на крыше этого же здания.
22 июля Читл дала показания о покушении на Трампа в конгрессе. В ходе разбирательства она назвала стрельбу «самым значительным оперативным провалом Секретной службы за последние десятилетия», однако отказалась добровольно уходить в отставку. Как сообщает Reuters, Читл отказалась предоставить законодателям подробности инцидента, чем вызвала их недовольство. В день заседания конгрессмен Ник Лэнгуорси внёс в Палату представителей резолюцию, призывающую действующего президента США Джо Байдена уволить директора Секретной службы.
23 июля 2024 года Читл ушла в отставку с поста директора Секретной службы.